# هماغ بالا (سياهو)
هماغ بالا (بالفارسية: هماگ بالا) هي قرية تقع في إيران في قسم سياهو الريفي. يقدر عدد سكانها بـ 254 نسمة بحسب إحصاء 2016.